# Liste der Wappen im Landkreis Grafschaft Bentheim
Diese Liste zeigt die Wappen der Samtgemeinden, Gemeinden und vormals selbstständigen Gemeinden im Landkreis Grafschaft Bentheim in Niedersachsen.

Wappen des Landkreises Grafschaft Bentheim
Lage des Landkreises Grafschaft Bentheim in Niedersachsen

## Samtgemeindewappen

Samtgemeinde Emlichheim (Details)
Samtgemeinde Neuenhaus (Details)
Samtgemeinde Schüttorf
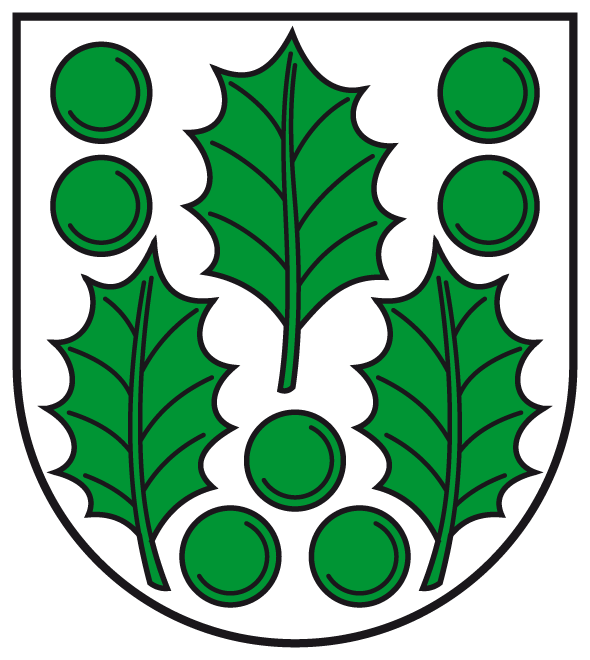
Samtgemeinde Uelsen (Details)

## Wappen der Städte und Gemeinden
Folgende Gemeinden führen kein Wappen:
| - Engden - Esche - Georgsdorf - Halle | - Lage - Osterwald - Quendorf - Ringe | - Samern - Wielen |

Stadt Bad Bentheim (Details)
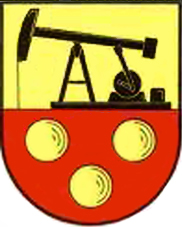
Gemeinde Emlichheim
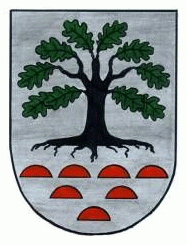
Gemeinde Getelo
Gemeinde Gölenkamp
Gemeinde Hoogstede
Gemeinde Isterberg
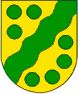
Gemeinde Itterbeck (Details)
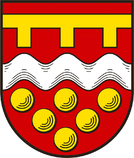
Gemeinde Laar
Stadt Neuenhaus (Details)
Kreisstadt Nordhorn
Gemeinde Ohne
Stadt Schüttorf (Details)
Gemeinde Uelsen
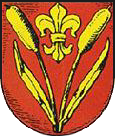
Gemeinde Wietmarschen (Details)
Gemeinde Wilsum (Details)

## Wappen ehemaliger Gemeinden

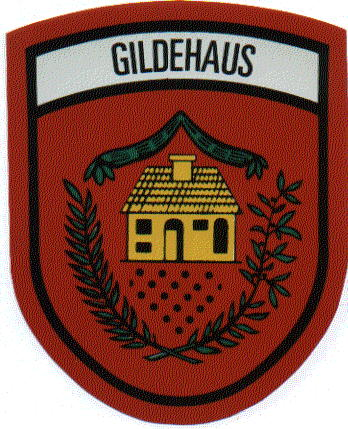
Gildehaus (Stadt Bad Bentheim)
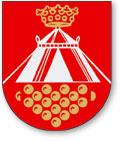
Veldhausen (Details) (Stadt Neuenhaus)